# ロメオ・カステレン
ロメオ・カステレン（Romeo Castelen）こと、ロメオ・エルウィン・マリウス・カステレン（Romeo Erwin Marius Castelen、1983年5月3日 - ）は、スリナム・パラマリボ出身の元オランダ代表サッカー選手。現役時代のポジションはフォワード。オランダとスリナムの国籍を持つ。
Kリーグ時代の登録名はカステレン（ハングル: 카스텔렌）。

## 経歴

### クラブ

#### デン・ハーグ
スリナムのパラマリボに生まれたカステレンは、18歳の時にエールステ・ディヴィジのADOデン・ハーグでプロキャリアを始めると、2季目から地位を確立し、2002-03シーズンに24試合9得点を挙げ、リーグ優勝及び1部昇格の立役者となった。
2003年8月16日のRKCヴァールヴァイク戦（アウェイ0-1敗北）で1部初出場を飾り、6試合を除き28試合に出場。シーズンを15位で終え、クラブの1部残留に貢献した。

#### フェイエノールト
2004-05シーズンにフェイエノールトと契約し、8月15日のデ・フラーフスハップ戦（ホーム6-1勝利）で公式戦初出場を飾ると2得点を挙げた。同シーズンは4位と失望に終わったもののカステレン自身は10得点を挙げる活躍を見せた。3位に終わった2季目は、サロモン・カルーとディルク・カイトと共に攻撃を牽引し、負傷の影響で23試合にとどまるも9得点を挙げた。さらに、2006年2月28日に契約を2008年夏までに延長した。
しかし、3季目の2006-07シーズンは、足首の負傷が原因で出場機会が大幅に減少し、クラブも7位でシーズンを終了する最悪のシーズンだった。出場機会が限られた中で2007年4月22日のNECナイメヘン戦（ホーム1-1）で同シーズン唯一となる得点を挙げている。
2007-08シーズン終了に伴い契約満了を迎えるため、同シーズン開始前にフェイエノールトから契約延長の話が提供されたが、最近の結果からクラブの将来が非常に明るくないと感じ、それに署名することを拒否した。しかし、ジョバンニ・ファン・ブロンクホルスト、ケヴィン・ホフラント、ロイ・マカーイといった選手達が加入してきたため一旦再考したが、最終的に2007年7月にドイツ1部のハンブルガーSVと4年契約を締結した。フェイエノールトでは、公式戦で79試合21得点を記録した。

#### ハンブルガー
移籍金250万ユーロで加入したハンブルガーでは、フーブ・ステフェンス監督を始めラファエル・ファン・デル・ファールト、ナイジェル・デ・ヨング、ヨリス・マタイセンと同胞4人と共に仕事をすることとなり、2007年8月11日のハノーファー96戦（アウェイ1-0勝利）で初出場を飾り7分出場した。フォルクスパルクシュタディオンでの生活は加入年に右膝を負傷以降、怪我に悩まされ、移籍後初得点を挙げた2009年8月23日のVfLヴォルフスブルク戦から程なくして膝を再負傷した。
頻繁な負傷により在籍4季で公式戦で僅か24試合1得点にとどまり、2011年6月30日に契約満了を迎える中で2011年6月13日に契約を1年延長することに成功。これにカステレンは喜び、新シーズンに向けて意気込みを語っていたが、2日後に内転筋を痛め太腿を負傷した。2011年8月に4部に所属するBチームで約2季ぶりに出場を果たすと2得点を挙げる活躍を見せた。その後もBチームで印象付けるのに成功した結果、9月23日のVfBシュトゥットガルト戦（アウェイ2-1勝利）で82分に孫興民と途中交代で約2季ぶりのブンデスリーガの舞台に登場し、続くシャルケ04戦にも短時間出場した。しかし、2012年6月30日を以って退団が決定するだろうとカステレン自身は感じ取っていた。同2011-12シーズン中にトルステン・フィンク（en）監督が就任後は、少数のメンバーで練習し残留争いに臨むとの意向から3月の終盤にU-23チームに移され、最後のホーム試合である第33節後にカステレンを含め退団する一員へ向けたセレモニーが行われた。

#### ヴォルガ / ヴァールヴァイク
シーズン終了後に自由移籍の身となったカステレンは、RCDエスパニョール、レッドブル・ザルツブルク、ミドルズブラFCとバーミンガム・シティFCと様々なクラブのトライアルに参加し、最終的に2013年2月15日にロシア1部のFCヴォルガ・ニジニ・ノヴゴロドと契約した。2試合に出場し、シーズン終了後に契約満了に伴い放出された。
2013年7月3日にオランダ1部のRKCヴァールヴァイクと契約したことが発表された。

#### ウェスタン・シドニー・ワンダラーズ
2014年7月21日、ウェスタン・シドニー・ワンダラーズFCに移籍した。2015-16シーズンはウィンガーとして23試合2ゴールと活躍した。 2015-16シーズンを最後に契約終了となった。

#### 水原三星ブルーウィングス
フリーの状態であったが、2016年7月13日に韓国・Kリーグクラシックの水原三星ブルーウィングスに加入することを発表した。

#### 浙江毅騰
2017年、中国・甲級リーグの浙江毅騰足球倶楽部に移籍した。

#### VVVフェンロー
2018年1月、冬の移籍市場でVVVフェンローに移籍した。

### 代表
クラブでの活躍が認められ、マルコ・ファン・バステン監督の下で2004年8月18日にスウェーデンとの親善試合でオランダ代表初出場を飾った。U-21代表としてUEFA U-21欧州選手権2006に選出され優勝を経験するも、その後の負傷の影響から同年の2006 FIFAワールドカップには落選している。

### 私生活
1989年に起こったスリナム航空764便墜落事故で15人のスリナム出身のサッカー選手が死亡する中、自身の母親と妹を亡くしている。

## タイトル
代表
- UEFA U-21欧州選手権 : 2006